# Liste der Biografien/Meix
Liste der Biografien |
Portal Biografien |
Personensuche
# |
A |
B |
C |
D |
E |
F |
G |
H |
I |
J |
K |
L |
M |
N |
O |
P |
Q |
R |
S |
T |
U |
V |
W |
X |
Y |
Z |
?
 
Ma |
Mb |
Mc |
Md |
Me |
Mf |
Mg |
Mh |
Mi |
Mj |
Mk |
Ml |
Mm |
Mn |
Mo |
Mp |
Mq |
Mr |
Ms |
Mt |
Mu |
Mv |
Mw |
Mx |
My |
Mz
 
Mea–Mee |
Mef |
Meg |
Meh |
Mei |
Mej |
Mek |
Mel |
Mem |
Men |
Meo |
Mep |
Mer |
Mes |
Met |
Meu |
Mev |
Mew |
Mex |
Mey |
Mez
 
Meib |
Meic |
Meid |
Meie |
Meif |
Meig |
Meih |
Meij |
Meik |
Meil |
Meim |
Mein |
Meip |
Meir |
Meis |
Meit |
Meiu |
Meiw |
Meix |
Meiz
Die Liste der Biografien führt alle Personen auf, die in der deutschsprachigen Wikipedia einen Artikel haben. Dieses ist eine Teilliste mit 38 Einträgen von Personen, deren Namen mit den Buchstaben „Meix“ beginnt.

## Meix

### Meixe
- Meixedo, Francisco (* 2001), portugiesischer Fußballspieler
- Meixensberger, Jürgen (* 1956), deutscher Neurochirurg und Klinikdirektor

### Meixn
- Meixner, Alexandra (* 1971), österreichische Ultratriathletin
- Meixner, Anna (* 1994), österreichische Eishockeyspielerin
- Meixner, Auguste (* 1860), deutsche Kinder- und Jugendbuchautorin
- Meixner, Carl von (1814–1880), bayerischer Beamter, Landtagsabgeordneter und Abgeordneter des Zollparlaments
- Meixner, Claudia (* 1964), deutsche Architektin
- Meixner, Cornelia (* 1976), österreichische Musicaldarstellerin, Schauspielerin und Kabarettistin
- Meixner, Franz (1869–1926), österreichischer Politiker (CSP), Abgeordneter zum Nationalrat
- Meixner, Franz Xaver von (* 1793), Landschaftsmaler
- Meixner, Georg (1887–1960), deutscher katholischer Geistlicher, päpstlicher Hausprälat, Politiker (BVP, CSU), MdL
- Meixner, Hanns-Eberhard (* 1944), deutscher Psychologe, Erziehungswissenschaftler und Hochschullehrer
- Meixner, Heinz (1908–1981), österreichischer Mineraloge
- Meixner, Heinz (1935–2016), deutscher Markscheider
- Meixner, Hildegard (1649–1722), bayrische Zisterzienserin und Äbtissin
- Meixner, Hugo (1863–1935), deutscher Arzt und Leiter des Medizinalwesens in Deutsch-Ostafrika
- Meixner, Joe (* 1957), österreichischer Pianist
- Meixner, Johann (1819–1872), österreichischer Bildhauer
- Meixner, Johann (1865–1917), österreichischer Reitmeister, Oberbereiter an der Spanischen Hofreitschule in Wien
- Meixner, Josef (1908–1994), deutscher theoretischer Physiker
- Meixner, Karl (1903–1976), österreichischer Schauspieler
- Meixner, Karl Wilhelm (1815–1888), deutscher Schauspieler
- Meixner, Ludwig von (1842–1902), bayerischer Verwaltungsbeamter
- Meixner, Martin (* 1981), deutscher Jazzmusiker (Piano, Keyboard, Orgel, Komposition)
- Meixner, Matthias (1894–1977), österreichischer Politiker (GDVP, Landbund), MdL (Burgenland)
- Meixner, Max, tschechoslowakisch-deutscher Skispringer
- Meixner, Otto von Zweienstamm (1858–1946), österreich-ungarischer Feldmarschallleutnant, General der Infanterie
- Meixner, Paul Hermann (1891–1950), österreichisch-deutscher Marineoffizier, Konteradmiral im Zweiten Weltkrieg
- Meixner, Robert (1909–1999), deutscher Jurist und Regierungspräsident von Unterfranken (1968–1974)
- Meixner, Silvana (* 1958), österreichische Journalistin
- Meixner, Silvia (* 1966), österreichische Schriftstellerin und Journalistin
- Meixner, Stefan (* 1962), deutscher Fußballspieler
- Meixner, Stefan (* 1970), deutscher Radiomoderator
- Meixner, Thomas, deutscher Perkussionist und Musikinstrumentenbauer
- Meixner, Uwe (* 1956), deutscher Philosoph
- Meixner, Wolfgang (* 1961), österreichischer Historiker und ehemaliger Vizerektor
- Meixner-Römer, Renate (* 1960), deutsche Politikerin (SPD)
- Meixner-Wülker, Emmy (1927–2008), deutsche Vereinsfunktionärin